# Fédération d'athlétisme de Serbie
La Fédération serbe d'athlétisme (en serbe Atletski Savez Srbije, ASS) est la fédération d'athlétisme de Serbie, créée en 2006 lors de la scission du Monténégro. Héritière de la Fédération yougoslave d'athlétisme, son siège est à Belgrade. Elle est membre de l'Association européenne d'athlétisme et de l'IAAF (depuis 2003).